# This Year’s Model
A This Year's Model egy 1978-as lemez  Elvis Costellótól. Szerepel az 1001 lemez, amit hallanod kell, mielőtt meghalsz című könyvben.

## Az album dalai
| 1. | No Action        | Elvis Costello | 1:58 |
| 2. | This Year's Girl | Costello       | 3:17 |
| 3. | The Beat         | Costello       | 3:45 |
| 4. | Pump It Up       | Costello       | 3:14 |
| 5. | Little Triggers  | Costello       | 2:40 |
| 6. | You Belong to Me | Costello       | 2:22 |

| 1. | Hand in Hand                    | Costello | 2:33 |
| 2. | (I Don't Want to Go to) Chelsea | Costello | 3:07 |
| 3. | Lip Service                     | Costello | 2:36 |
| 4. | Living in Paradise              | Costello | 3:52 |
| 5. | Lipstick Vogue                  | Costello | 3:29 |
| 6. | Night Rally                     | Costello | 2:41 |

## Helyezések
Album
| Év   | Lista                | Helyezés |
| ---- | -------------------- | -------- |
| 1978 | Billboard Pop albums | 30       |

## Közreműködők
- Elvis Costello – gitár, vokál
- Steve Nieve – zongora, orgona
- Bruce Thomas – basszusgitár
- Pete Thomas – dob
- Mick Jones – szólógitár a Big Tears dalon

## Külső hivatkozások
- "Sometimes I Almost Feel Just Like a Human Being" – essay by Connor Ratliff